# Substance corrosive

Le pictogramme international pour les produits chimiques corrosifs.

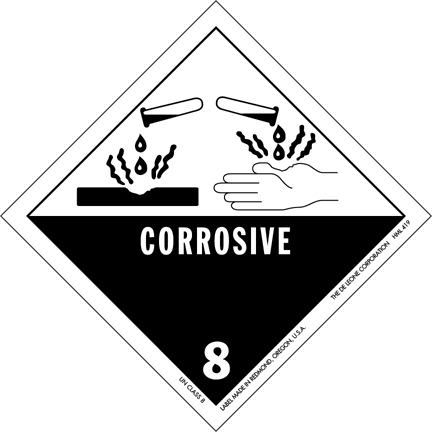
Le pictogramme de transport international pour les corrosifs.

Une substance corrosive est une substance qui dégrade ou détruit par réaction chimique des substances avec lesquelles elle entre en contact.

## Vocabulaire
Le mot corrosif est un mot venant du verbe latin corrodere, qui signifie ronger, car ses substances semblent se frayer un chemin en rongeant soit la chair soit d'autres matériaux.
Le mot corrosif fait référence à toute substance chimique qui permet de modifier la nature d'un objet. Ces produits peuvent être des acides, des oxydants ou des bases. Lorsqu'ils entrent en contact avec une surface, celle-ci se détériore en quelques minutes (dans le cas de l'acide chlorhydrique concentré renversé sur la peau) ou lentement au fil des jours ou même des années (c'est le cas de la rouille sur le fer).
Parfois, le mot caustique est utilisé comme synonyme de corrosif lorsqu'il fait référence à l'effet sur les tissus vivants. À de faibles concentrations, une substance corrosive est dite irritante et son effet sur les tissus vivants porte le nom d'« irritation ». À des concentrations élevées, une substance corrosive provoque une brûlure chimique. Les corrosifs sont différents des poisons en ce sens que les corrosifs sont dangereux pour les tissus avec lesquels ils entrent en contact immédiatement, alors que les poisons peuvent avoir des effets toxiques différés. Familièrement, les corrosifs peuvent être appelés « poisons », mais les concepts sont techniquement distincts même si rien n'empêche un corrosif d'être un poison ; il existe des substances à la fois corrosives et toxiques.
La corrosion des métaux est un processus différent : la dénaturation des éléments initiaux est un processus lent d'échanges d'électrons et l'élément en quelque sorte corrodant pourra devenir celui qui est dénaturé s'il est en présence d'un plus corrodant que lui.
Dans le système général harmonisé de classification et d'étiquetage des produits chimiques, on trouve comme symboles de la corrosion celui concernant les métaux et celui concernant la peau.

## Effets biologiques
Les corrosifs courants sont soit des acides forts ou des bases fortes à quelque concentration que ce soit, soit des solutions concentrées de certains acides faibles ou de bases faibles. Ils peuvent agir sur les tissus dans n'importe quel état de la matière, en tant que liquides, solides, gaz, brouillards ou vapeurs.
Leur action sur les tissus biologiques (par exemple la peau, la chair et la cornée) est principalement basée sur les réactions acido-basiques de l'hydrolyse des amides, de l'hydrolyse des esters et de la dénaturation des protéines. Ces dernières (chimiquement composées de liaisons amide) sont détruites par hydrolyse amide tandis que les lipides (qui ont des liaisons ester) sont décomposés par hydrolyse ester.
Certains corrosifs possèdent d'autres propriétés chimiques qui peuvent prolonger leurs effets corrosifs ; par exemple, l'acide sulfurique (H2SO4) à une concentration élevée et est également un puissant agent de déshydratation capable de déshydrater les glucides et de libérer de la chaleur supplémentaire. Il en résulte des brûlures thermiques secondaires en plus des brûlures chimiques et peuvent accélérer ses réactions de décomposition sur la surface avec laquelle il entre en contact. D'autres corrosifs, comme l'acide nitrique et l'acide sulfurique concentré, sont également de puissants agents oxydants, causant ainsi des dommages supplémentaires. L'acide fluorhydrique ne cause pas nécessairement de dommages notables à son contact, mais produit des lésions tissulaires et une toxicité après avoir été absorbé malgré une absence de douleurs.
Les solutions de chlorure de zinc sont capables de détruire la cellulose et de se corroder à travers le papier et la soie car les cations de zinc dans les solutions attaquent spécifiquement les groupes hydroxyle, agissant comme un acide de Lewis. Cet effet n'est pas limité aux acides ; une base aussi forte que l'oxyde de calcium, qui a une forte affinité pour l'eau (formant de l'hydroxyde de calcium, lui-même une base forte et corrosive), libère également de la chaleur capable de contribuer à des brûlures thermiques et de fournir les effets corrosifs d'un alcali fort sur la chair qui est entrée en contact avec de l'eau.
De plus, certains produits chimiques corrosifs, principalement des acides tels que l'acide chlorhydrique et l'acide nitrique, sont volatils et peuvent émettre des brouillards corrosifs au contact de l'air dont l'inhalation peut endommager les voies respiratoires.
Les substances corrosives sont particulièrement dangereuses pour la vision : une seule goutte peut provoquer la cécité en quelques secondes par le syndrome dit « des yeux rouges » ou par la destruction immédiate de la cornée.
L'ingestion de produits corrosifs peut entraîner de graves séquelles, notamment de graves lésions de l'appareil digestif, pouvant entraîner des vomissements, de graves douleurs abdominales et même la mort.

## Principales substances
Les produits chimiques corrosifs courants sont classés en :
- Acides
  - Acides forts : les plus courants sont l'acide sulfurique, l'acide nitrique et l'acide chlorhydrique (respectivement H2SO4, HNO3 et HCl).
  - Certains acides faibles concentrés, par exemple l'acide formique, l'acide acétique et l'acide phosphorique
  - Acides de Lewis forts tels que le chlorure d'aluminium anhydre et le trifluorure de bore
  - Acides de Lewis avec réactivité spécifique ; par exemple, des solutions de chlorure de zinc
  - Acides extrêmement forts (superacides)
- Bases
  - Caustiques ou alcalis, tels que l'hydroxyde de sodium, l'hydroxyde de potassium et l'hydroxyde de calcium
  - Les métaux alcalins sous forme métalliques (par exemple le sodium élémentaire) et les hydrures de métaux alcalins et alcalino-terreux, tels que l'hydrure de sodium, fonctionnent comme des bases fortes et hydratent pour donner des caustiques
  - Bases extrêmement fortes (superbases) telles que les alcoolates, les amides métalliques (par exemple l'amidure de sodium) et les bases organométalliques telles que le butyllithium
  - Sels entièrement alcalins d'acides faibles tels que le phosphate trisodique
  - Certaines bases faibles concentrées, comme l'ammoniac lorsqu'il est anhydre ou en solution concentrée
- Agents déshydratants tels que l'acide sulfurique concentré, le pentoxyde de phosphore, l'oxyde de calcium, le chlorure de zinc anhydre, ainsi que les métaux alcalins élémentaires
- Oxydants puissants tels que le peroxyde d'hydrogène concentré
- Électrophiles halogènes : le difluor, le dichlore, le dibrome et le diiode, et les sels électrophiles tels que l'hypochlorite de sodium ou le N-chloro des composés tels que la chloramine-T[4] ; les ions halogénures ne sont pas corrosifs, à l'exception du fluorure
- Halogénures organiques et halogénures d'acide organique tels que le chlorure d'acétyle et le chloroformiate de benzyle
- Anhydrides d'acide
- Agents alkylants tels que le sulfate de diméthyle
- Certaines matières organiques comme le phénol (« acide carbolique »).

## Équipement de protection individuelle
L'utilisation d'équipements de protection individuelle, y compris des équipements tels que des gants de protection, des tabliers de protection, des combinaisons, des lunettes de sécurité, un écran facial (ou un masque facial ou encore une visière) ou des chaussures de sécurité, est normalement recommandée lors de la manipulation de substances corrosives. Les utilisateurs doivent consulter une fiche de données de sécurité pour les recommandations spécifiques concernant la substance corrosive utilisée car tous les équipements de protection, n'ont pas la même efficacité, en raison des matériaux utilisés, en fonction des substances avec lesquelles le scientifique travaille et donc les matériaux auront une importance cruciale. Par exemple, bien que les gants et les tabliers en caoutchouc puissent être fabriqués à partir d'un élastomère chimiquement résistant tel que le caoutchouc nitrile, le néoprène ou le caoutchouc butyle, chacun de ces matériaux a une résistance différente à différents corrosifs et ils ne doivent pas être remplacés les uns par les autres.

## Usages
Certains produits chimiques corrosifs ont différents usages, dont le plus courant est d'être la base de produits ménagers. En effet, la plupart des déboucheurs contiennent des acides ou des alcalis en raison de leur capacité à dissoudre les graisses, les protéines ou les dépôts minéraux tels que le calcaire à l'intérieur des conduits d'eau.
Dans les utilisations chimiques, l'intérêt d'une réactivité chimique élevée induit le recours à des substrats à forte activité chimique, de ce fait corrosifs. Par exemple, l'acide sulfurique catalytique est utilisé dans le processus d'alkylation dans une raffinerie de pétrole : l'activité des carbocations (intermédiaires réactionnels) est plus élevée avec une acidité plus forte, et ainsi la réaction se déroule plus rapidement. Une fois utilisés, les corrosifs sont le plus souvent recyclés ou neutralisés. Cependant, il y a eu des problèmes environnementaux avec des déchets corrosifs non traités ou des rejets accidentels dans la nature.